# Ga Quốc hội
Ga Quốc hội (Ngân hàng Công nghiệp KDB) (Tiếng Hàn: 국회의사당(KDB산업은행)역, Hanja: 國會議事堂驛) là ga tàu điện ngầm trên Tàu điện ngầm Seoul tuyến 9 ở Yeongdeungpo-gu, Seoul. Nhà ga được đặt tên theo Tòa nhà Quốc hội gần đó, cổng chính vào Tòa nhà Quốc hội nằm ở phía trước Lối ra số 6 của nhà ga này. Trong số các ga tốc hành không dừng của Tàu điện ngầm Seoul tuyến 9, đây là nơi có lượng hành khách lên xuống lớn nhất.

## Lịch sử
- 18 tháng 9 năm 2008: Quyết định đặt tên ga là Ga Quốc hội[1]
- 24 tháng 7 năm 2009: Việc kinh doanh bắt đầu với việc khai trương đoạn Gaehwa ~ Sinnonhyeon của Tàu điện ngầm Seoul tuyến 9
- Tháng 12 năm 2020: Đổi  tên ga từ Ga Quốc hội thành Ga Quốc hội (Ngân hàng Công nghiệp KDB)

## Bố trí ga
| Dangsan ↑  |
| E/B W/B \| |
| ↓ Yeouido  |

| Hướng Tây  | ● Tuyến 9 | Địa phương | ← Hướng đi Dangsan · Gayang · Sân bay Quốc tế Gimpo · Gaehwa                                    |
| Hướng Đông | ● Tuyến 9 | Địa phương | → Hướng đi Noryangjin · Sinnonhyeon · Liên hợp thể thao · Bệnh viện cựu chiến binh Trung ương → |

## Xung quanh nhà ga
| Lối ra \| 나가는 곳 \| Exit \| 出口 | Lối ra \| 나가는 곳 \| Exit \| 出口                                                   |
| ----------------------------------- | ------------------------------------------------------------------------------------- |
| 1                                   | Tòa nhà Quốc hội, Thư viện Quốc hội, Công viên Yeouido Hangang, Bến du thuyền         |
| 2                                   | Bưu điện Yeouido Plaza, Công viên Yeouido Hangang, Nhà thờ Yoido Full Gospel          |
| 3                                   | Ngân hàng Phát triển Hàn Quốc, Công viên Yeouido, Viện xúc tiến giáo dục thường xuyên |
| 4                                   | KBS, Công viên Yeouido, Viện phát triển người khuyết tật Hàn Quốc/Trung tâm Irum      |
| 5                                   | Vụ Yêu nước và Cựu chiến binh                                                         |
| 6                                   | Tòa nhà Quốc hội, Hướng đi Yeongdeungpo                                               |

## Thư viện

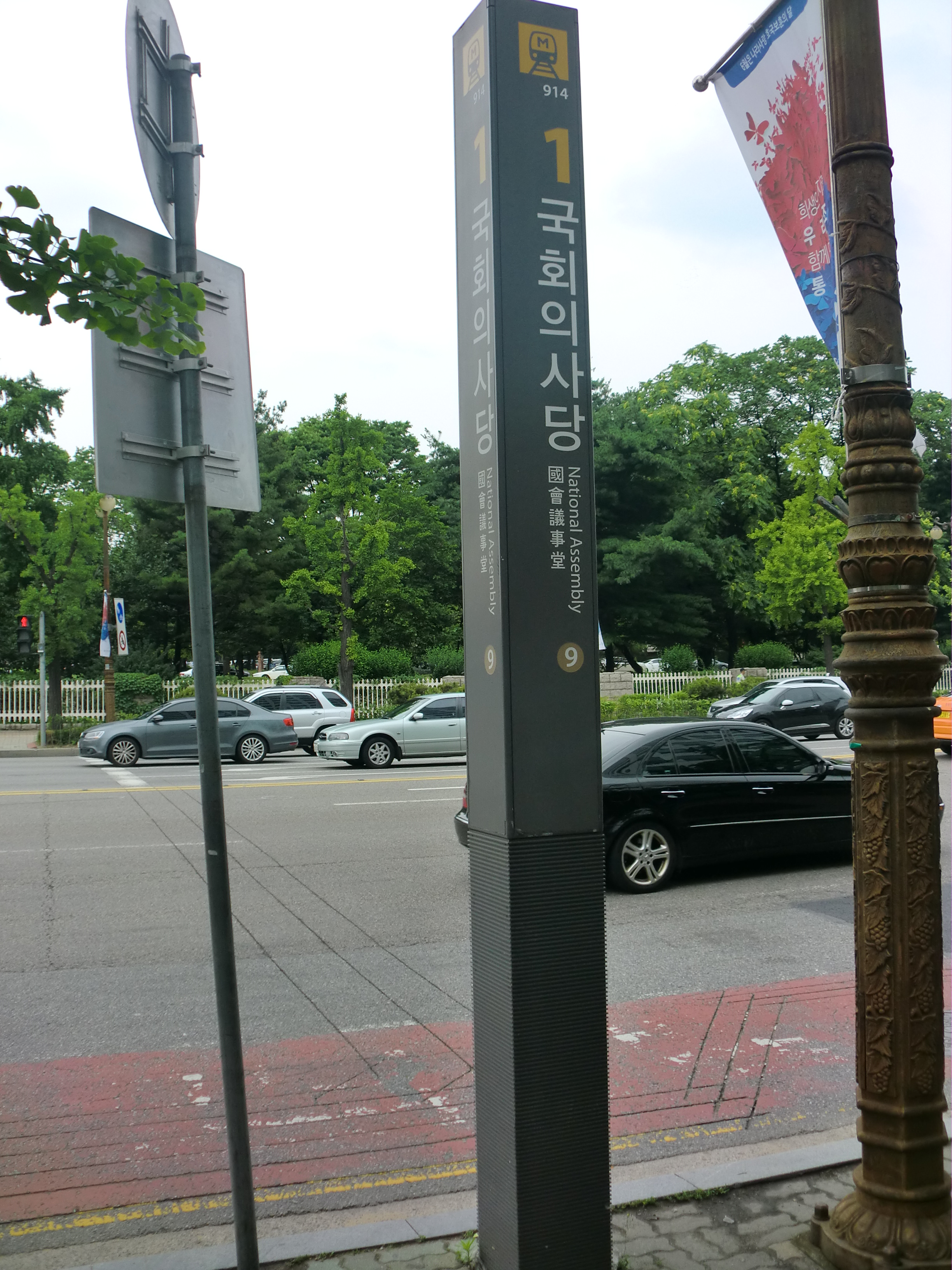
Cột biển hiệu lối vào 1
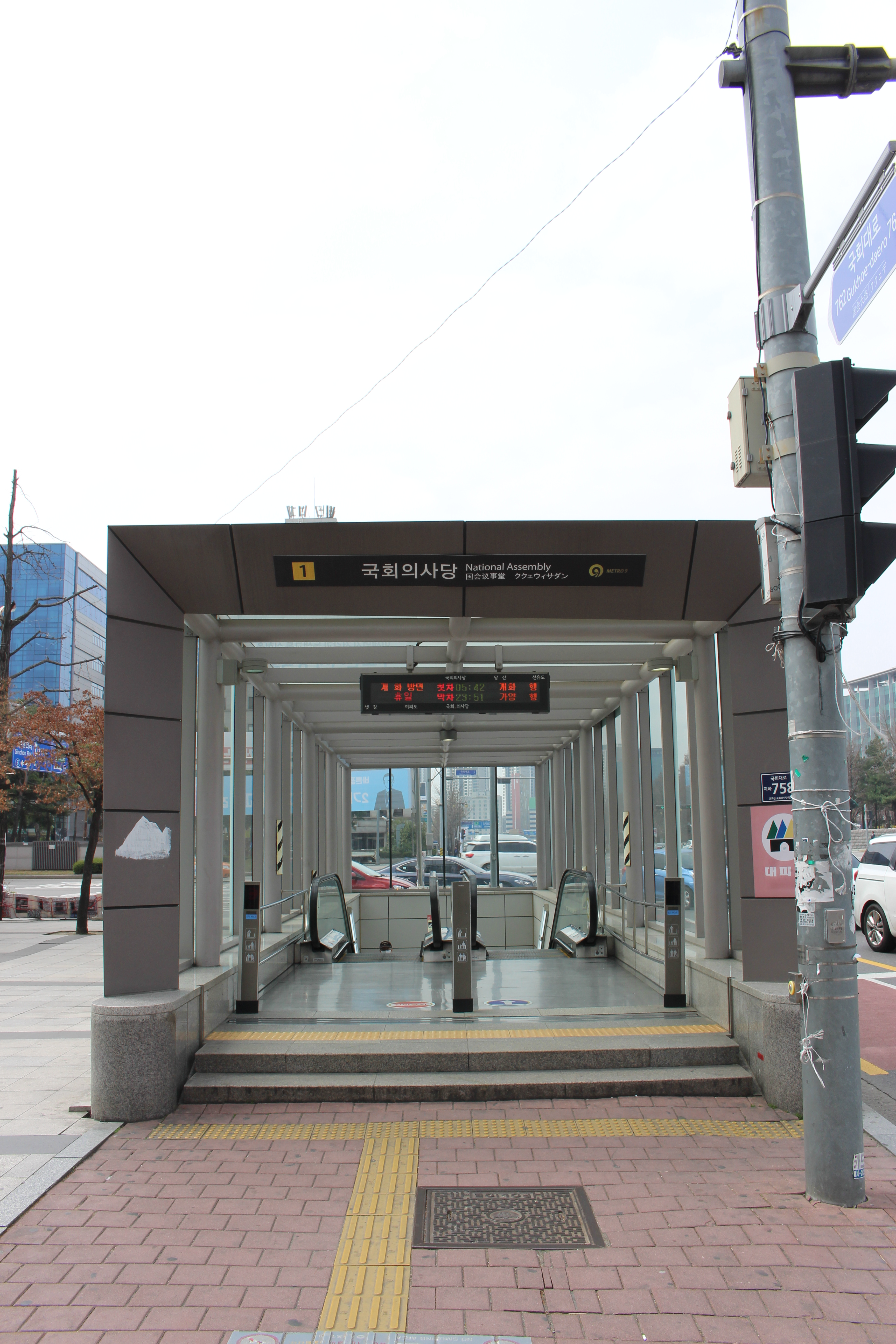
Lối vào 1
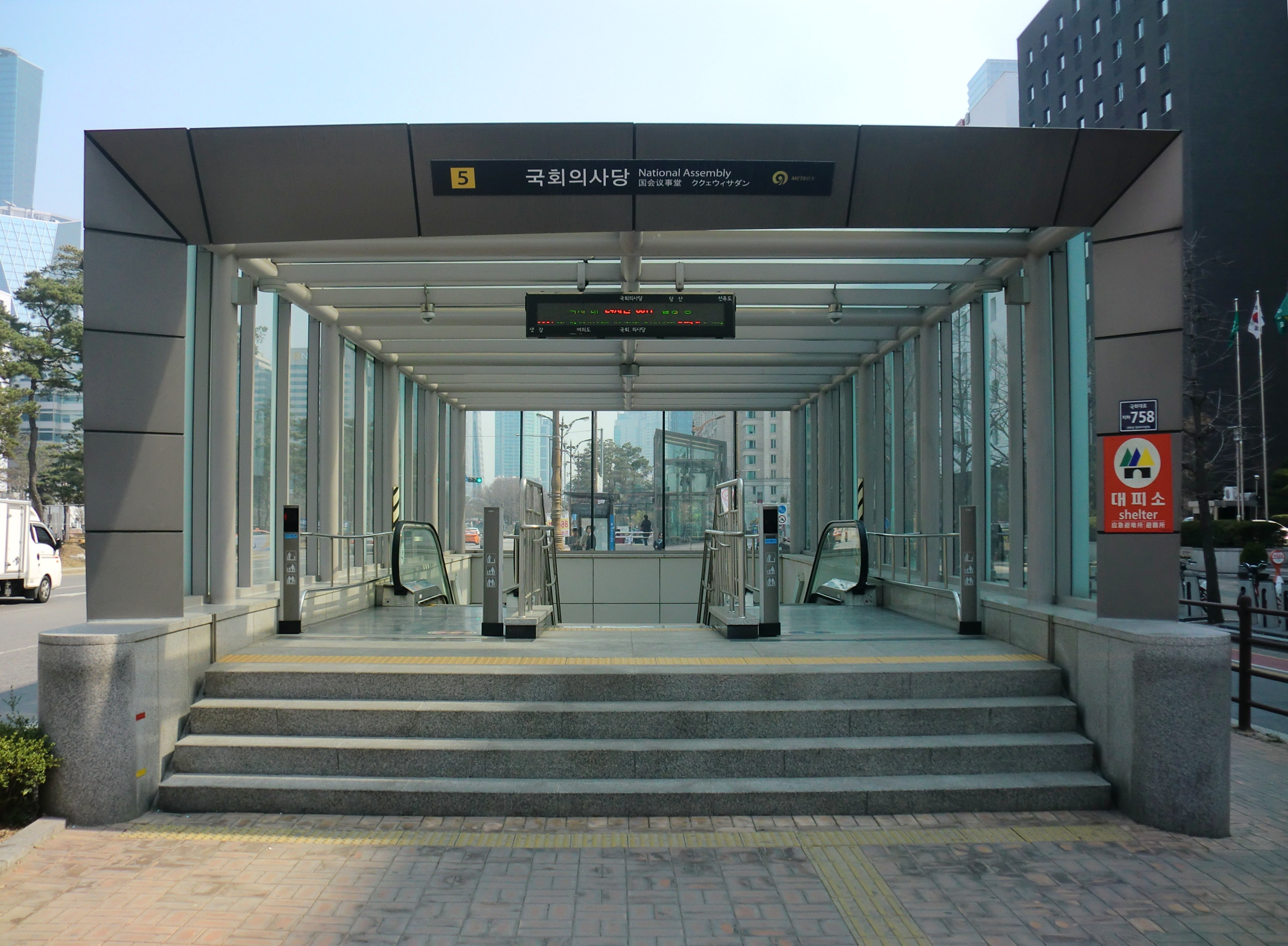
Lối vào 5
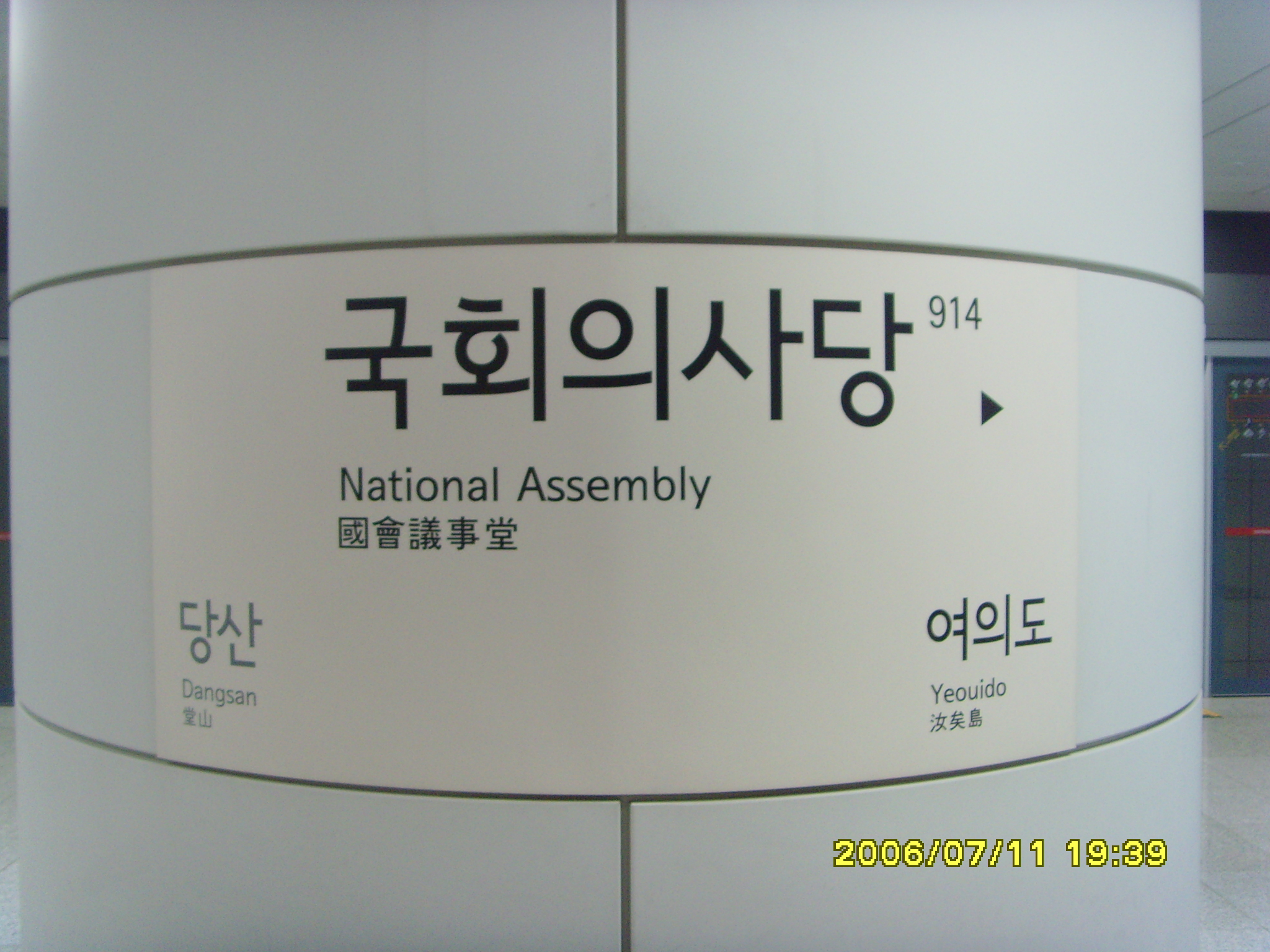
Bảng tên ga